# Chrząchów
Chrząchów is een dorp in het zuidoosten van Polen, in gmina (gmina is de kleinste Poolse administrative eenheid, vergelijkbaar met gemeente) Końskowola, Powiat Puławski en wiowodschap Lublin. Chrząchów ligt aan de oever van de rivier Kurówka, niet ver van het stadje Kurów.
De bevolking van Chrząchów bedraagt 736 inwoners (telling 2005).
Volgens de lokale legende, heeft het dorp zijn naam te danken aan het geluid, die de wilde boszwijnen produceren.
De eerste vermelding van Chrząchów dateert uit 1430. In 1795, na de derde Poolse deling kwam Chrząchów onder Oostenrijks bestuur terecht. Tussen 1809 en 1815 maakte het dorp een deel van Hertogdom Warschau uit. In 1815 werd het een deel van het Congres-Polen. In 1827 had het dorp 45 huizen en 335 inwoners, in 1866 70 huizen. Tot 1831 was Chrząchów een privédorp, het eigendom van de Poolse adel. Tijdens de Eerste Wereldoorlog werd het dorp door de Oostenrijkse troepen volledig in de as gelegd. Tijdens de Tweede Wereldoorlog, op 10 september 1939, werd Chrząchów door de Duitse luchtmacht gebombardeerd.
Thans bestaat Chrząchów uit 160 kleine boerderijen en huizen. In het dorp vindt men een kleine katholieke kerk, brandweerpost, basisschool, postkantoor en twee winkels.